# 2 Pawłogradzki Pułk Lejb-Huzarski

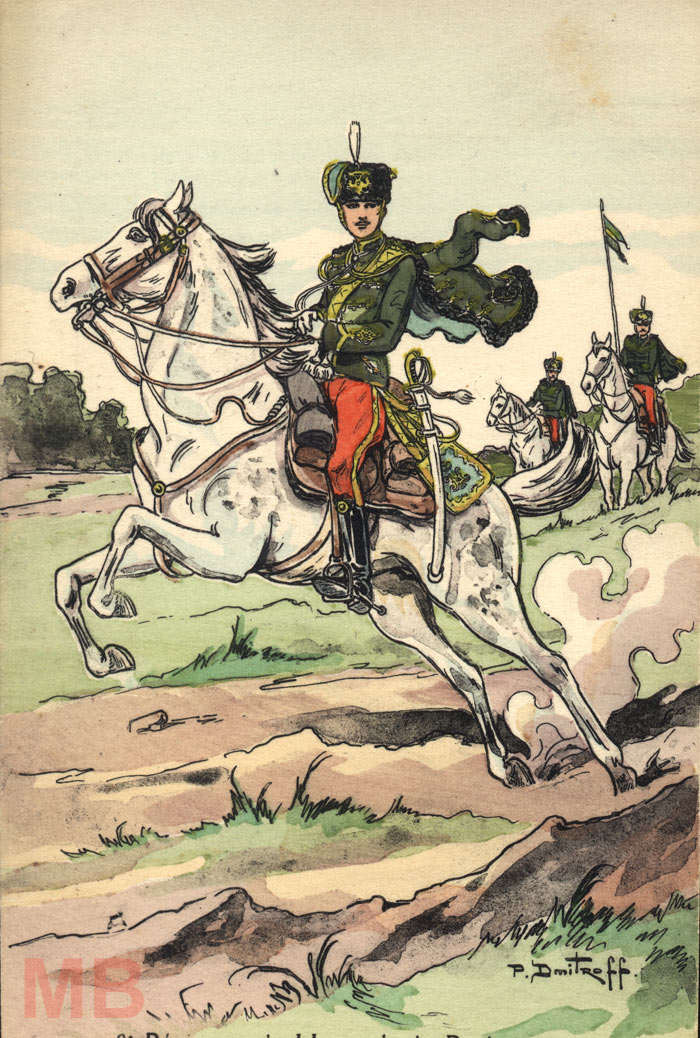
Huzarzy pułku

2 Pawłogradzki Pułk Lejb-Huzarski Imperatora Aleksandra III (ros. 2-й лейб-гусарский Павлоградский императора Александра III полк) – oddział kawalerii okresu Imperium Rosyjskiego.

## Charakterystyka
Sformowany 9 czerwca 1764 za panowania carycy Katarzyny II Wielkiej. Święto pułkowe: 26 listopada. Dyslokacja w 1914: Suwałki.
Pułk został rozformowany w 1918. Po zakończeniu I wojny światowej w koszarach 2 Pułku Lejb-Huzarskiego Pawłogradzkiego stacjonował polski 3 pułk Szwoleżerów Mazowieckich.

## Nazwa pułku
Wielokrotnie przemianowywany. Swój rodowód wywodził od Pawłogradzkiego Lekkonnego Pułku sformowanego z Dnieprowskiego i Jekatierinosławskiego (dawniej Donieckiego) Pułku Pikinierów.
W 1796 został przemianowany na Huzarski Pułk Boura (od nazwiska dowódcy), w 1801 na Pawłogradzki Pułk Huzarski, wreszcie 25 marca 1864 na 2 Pawłogradzki Pułk Lejb-Huzarski. 
W 1882 wprowadzono reformę ujednolicającą organizację rosyjskiej kawalerii i pułk został przemianowany na 6 Pawłogradzki Pułk Lejb-Dragoński .
W 1907 wprowadzono kolejną reformę. Powrócono do wcześniejszej organizacji kawalerii, czyli do podziału na pułki huzarskie, dragońskie, ułańskie i kozackie. Jednostka otrzymała wówczas nazwę: 2 Pułk Lejb-Huzarski Pawłogradzki Imperatora Aleksandra III.
Pułk z okresu wojen napoleońskich upamiętnił Lew Tołstoj w epizodach narodowej epopei Wojna i pokój, jako jednostkę kawalerii, w której służy młody hrabia Rostow. 

## Przyporządkowanie 1 stycznia 1914
- 2 Korpus Armijny – Grodno
  - 2 Dywizja Kawalerii – Suwałki
    - 2 Brygada Kawalerii – Suwałki
      - 2 Pawłogradzki Pułk Lejb-Huzarski – Suwałki

## Dowódcy pułku
- książę Władimir Pietrowicz Dołgorukow, 1795-?
- Bartłomiej Konstantynowicz Giżyckij, 16.06.1798-12.10.1799
- Pietr Klaudiewicz Mysin-Puszkin, 30.10.1799-04.03.1800
- Jakow Iwanowicz Tysenhausen, 09.07.1800-10.11.1802
- Siemion Dawidowicz Panczylidzew II, 09.01.1803-23.07.1806
- Aleksander Władimirowicz Rozen III, 09.12.1806-11.08.1810
- Spiridon Eristowicz Żewahow,03.12.1810-01.09.1814
- Andriej Własiewicz Kochanow, 01.06.1815-11.11.1819
- baron Ofenberg, 1819
- Jegor Iwanowicz Paszkow, 1.10.1827-25.12.1832
- Leonid Aleksandrowicz Tatiszczew, 1845
- Georgij Georgijewicz Emmanuel, 1860-3.11.1863
- Władimir Aleksandrowicz Suchomlinow, 25.11.1884-10.01.1886
- Lew Władimirowicz de Witt, 23.12.1902-31.03.1904
- Pietr Michajłowicz hr. Stenbok, 1908-1911
- Aleksandr Aleksandrowicz Abaleszew, 17.12.1911-24.12.1913
- Władimir Pietrowicz Agapiejew 1915
- Aleksandr Aleksandrowicz Toll, w czasie I wojny światowej